# Clemens Werner
Clemens Werner (* 9. August 1946 in Karlsruhe) ist ein deutscher Schachspieler. Er trägt die Titel FIDE-Meister der FIDE und Internationaler Meister im Fernschach.

## Leben
Clemens Werner besuchte das Bismarck-Gymnasium in Karlsruhe und studierte Mathematik und Geographie an der Universität Karlsruhe. Er arbeitete als Mathematik- und Geographielehrer am Goethe-Gymnasium Karlsruhe und unterrichtete auch am Badischen Staatstheater Karlsruhe.
Ab den 1980er-Jahren war er als Trainer aktiv. Zunächst hat er mit Max Eisinger den D-Kader-Stützpunkt in Karlsruhe aufgebaut. 1988/89 erhielt er beim ersten baden-württembergischen B-Trainer-Lehrgang die B-Trainer-Lizenz und war dann Lehrwart in Baden und bei der Deutschen Schachjugend, für die er auch deutsche Delegationen bei Jugendweltmeisterschaften betreute. Seither ist er an der Ausbildung von Trainern im Badischen Schachverband beteiligt.
Als Lehrer hat er bei der Weiterbildung von  AG-Leitern mitgewirkt. Seine eigene AG am Goethe-Gymnasium Karlsruhe hat 1994 den Deutschen Meistertitel in der WK1 geschafft. An der Volkshochschule in Karlsruhe unterrichtete er auch Schach.
Er ist der Vater der Frauenbundesliga-Spielerinnen Veronika Kiefhaber und Isabel Delemarre, die beide den Titel einer Internationalen Meisterin der Frauen (WIM) tragen.
Im Mai 2002 sprach ihm der Deutsche Schachbund Dank und Anerkennung in Form einer Ehrenurkunde aus.

## Erfolge

### Fernschach
Seit 1996 trägt er den Titel Internationaler Meister im Fernschach. Seine letzte Ratingzahl im Fernschach stammt aus dem Jahre 2004 und beträgt 2443, seine höchste Fernschach-Elo-Zahl war 2452 im Jahre 1998.
Bei der Vorrunde zur vierten Europamannschaftsmeisterschaft spielte er am ersten Brett für Deutschland mit gutem Resultat, unter anderem remis gegen den vierten Weltmeister Wladimir Sagorowski. In der Fernschachbundesliga (Vierermannschaften), die 1995 begann, spielte er dreimal und konnte gegen Fernschachgroßmeister Robert K. von Weizsäcker mit einer Caro-Kann-Vorstoßvariante gewinnen. Beim dritten Mal wurde er mit seinen Karlsruher Schachfreunden Dritter in der ersten Bundesliga.

### Nahschach

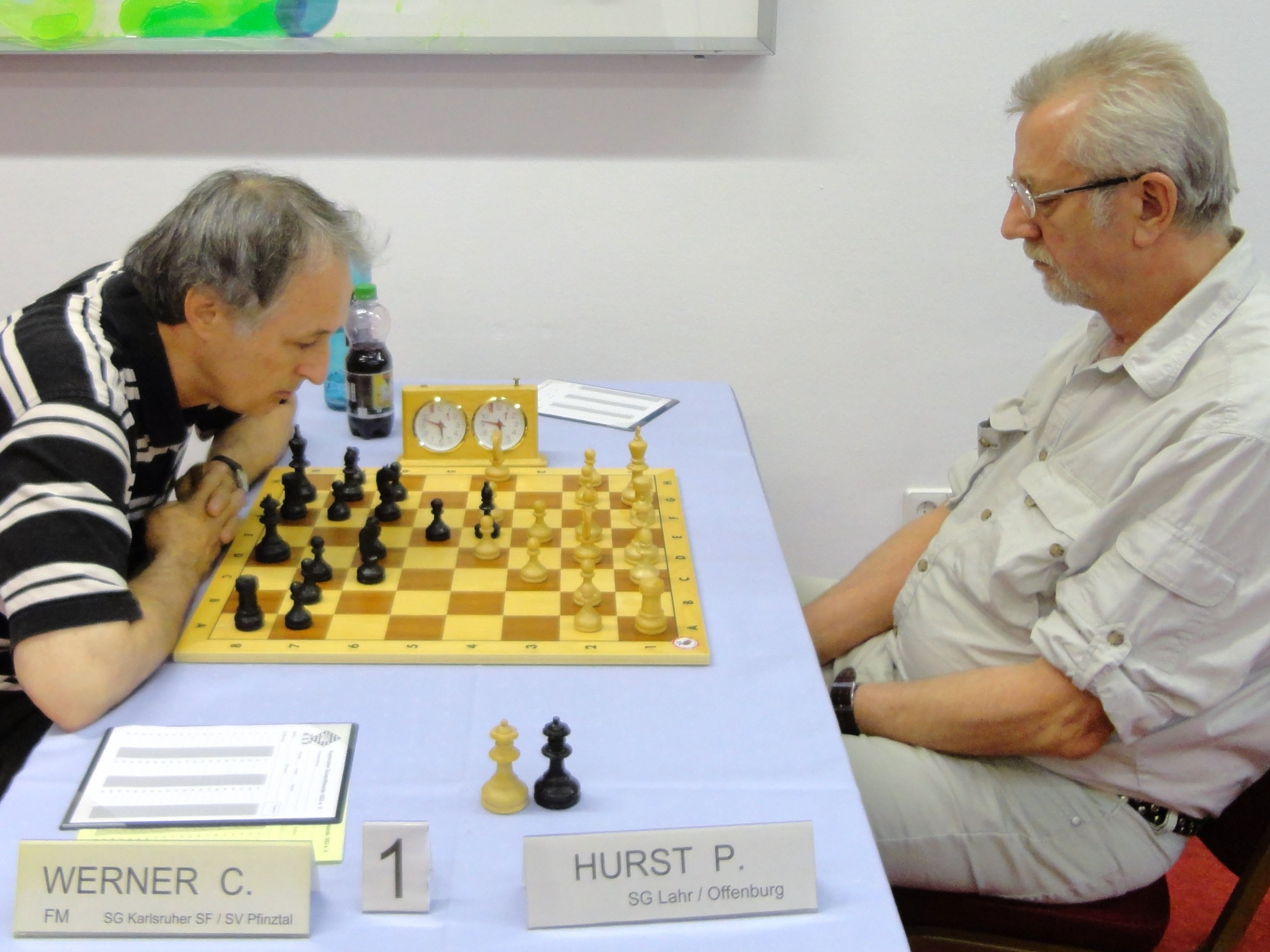
Clemens Werner und Peter Hurst, 2013 in Bad Herrenalb bei der Badischen Seniorenmannschaftsmeisterschaft

In der höchsten deutschen Spielklasse, der 1. Bundesliga, spielte Clemens Werner mit den Karlsruher Schachfreunden in der Saison 1974/75 und von der Saison 1977/78 bis zur Saison 1979/80 in der Gruppe Südwest der viergleisigen Bundesliga sowie in der Saison 1986/87 in der eingleisigen Bundesliga. In der Schweiz gewann er mit Basel BVB in der Saison 2004 die Meisterschaft der Bundesliga. In der Schweizer Nationalliga A ist er seit 2004 für die SG Riehen gemeldet. In Frankreich spielte er ab und zu für den Cercle d’Echecs de Strasbourg auch in der höchsten französischen Liga.
Bei der offenen Mannschaftseuropameisterschaft der Senioren 2007 in Dresden erzielte er eine Norm zum Erhalt des Titels Internationaler Meister. 2010 gewann Clemens Werner in Berlin die offene deutsche Einzelmeisterschaft der Senioren. 2011 wurde das Team der deutschen Senioren Vizeeuropameister hinter Russland, wobei Clemens Werner am vierten Brett mit 7,5 Punkten aus 9 Partien den ersten Brettpreis erzielte. An den ersten drei Brettern spielten Wolfgang Uhlmann (4/9), Hans-Joachim Hecht (6/9) und Klaus Klundt (6,5/9). 2014 wurde er Vizemeister hinter Anatoly Donchenko bei der Deutschen Schnellschachmeisterschaft der Senioren in Bad Sooden-Allendorf. Bei der Ü65-Seniorenweltmeisterschaft im November 2016 in Marienbad wurde er Fünfter.
Seit 1993 trägt Clemens Werner den Titel FIDE-Meister. 